# ニコラス・ジシス
ニコラオス・ジシス（ギリシア語: Νικόλαος Ζήσης,英語: Nikolaos Zisis、1983年8月16日 - ）は、ギリシャのプロバスケットボール選手である。テッサロニキ出身。ポジションはPG/SG。197cm、98kg。

## 来歴
1996年に地元のユースチームでバスケを始め、2000年に17歳でAEKアテネと契約しプロデビュー。2001年のギリシャカップと2002年のリーグで優勝に貢献。
2005年、パッラカネストロ・トレヴィーゾへ移籍。2006年のリーグと2007年のイタリアカップでタイトルを獲得する。
2007年、ロシアのPBC CSKAモスクワに移籍。ユーロリーグ優勝に貢献。
2009年、イタリアのメンズ・サーナ・バスケットへ加入した。

### ギリシャ代表
ギリシャ代表では1999年より年代別代表で活躍。2002年のU-20欧州選手権では金メダルメンバーのひとりになった。
2001年地中海競技大会で初のA代表に選ばれる。
2004年のアテネ五輪にも出場。
2005年欧州選手権ではチーム最高の平均10.6得点を記録し金メダルに貢献。同年のFIBAヨーロッパヤングプレイヤー賞に選ばれた。
2006年の世界選手権にも出場するが、ブラジル戦で相手のアンダーソン・ヴァレジャオから激しいコンタクトプレーを受け顎を負ってしまい離脱を余儀なくされた。
しかし復帰後、2007年欧州選手権に出場。北京五輪にも出場した。